# Sinularia capitalis
Sinularia capitalis is een zachte koraalsoort uit de familie Alcyoniidae. De koraalsoort komt uit het geslacht Sinularia. Sinularia capitalis werd in 1903 voor het eerst wetenschappelijk beschreven door Pratt. 